# Sherman Mitchell
Sherman L. „Sherm“ Mitchell (* 2. April 1930; † 4. Mai 2013 in Flint (Michigan)) war ein US-amerikanischer Jazzposaunist (auch Flöte, Altsaxophon), Komponist und Arrangeur.
Mitchell spielte als Hauptinstrument Posaune, betätigte sich aber auch als Flötist, Altsaxophonist, Komponist und Arrangeur. Er veranlasste Yusef Lateef dazu, sich mit der Oboe zu beschäftigen. Mitchell war in Detroit und in seinem Wohnort Flint aktiv. Er veröffentlichte zwei Alben unter eigenem Namen, Far from Tranquil (1988) und Once Upon a Lifetime (1991); insgesamt wirkte er im Bereich des Jazz zwischen 1965 und 1999 bei fünf Aufnahmesessions mit, u. a. bei Francisco Mora Catlett. Mitchell starb Anfang Mai 2013 im Alter von 83 Jahren.